# كوجي تاكيدا
كوجي تاكيدا (باليابانية: 竹田 宏治) (14 مايو 1973 في إيباراكي في اليابان – )؛ هو لاعب كرة قدم سابق كان يلعب كمهاجم.